# Schlachtplatte

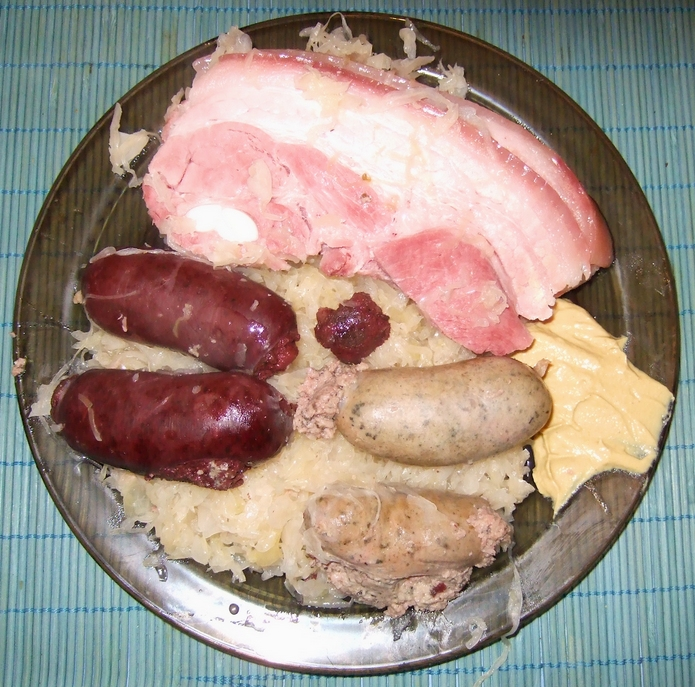
Zubereitete Schlachtplatte mit Fleisch, Blut- und Leberwurst, Sauerkraut und Senf

Eine Schlachtplatte (auch Schlachteplatte, Schlachtschüssel, in der Schweiz Charcuterie oder Metzgete) ist ein Fleischgericht, das meist aus Wellfleisch und frischer Blut- und Leberwurst besteht.
Beilagen der Schlachtplatte sind oft Sauerkraut und Brot oder Kartoffeln. Weitere Bestandteile können frische Brat- und Mettwurst sowie die rohe, gewürzte Bratwurstfüllung  sein. Traditionell wurde die Schlachtplatte nur an Schlachttagen zubereitet – vor Erfindung der Kühltechnik mussten Blut und empfindliche Innereien wie Leber und schlachtwarmes Fleisch sofort verarbeitet werden.
In der Schweiz wird das Gericht traditionell anlässlich einer Metzgete bereitet, deshalb steht Metzgete zum Teil auch stellvertretend für die Schlachtplatte.

## Ähnliche Gerichte
- Schweinfurter Schlachtschüssel